# Ernst Hürlimann
Ernst Hürlimann (Wädenswil, 1934. október 19. –) olimpiai bronzérmes svájci evezős.

## Pályafutása
Az 1960-as római olimpián kétpárevezősben Rolf Larcherrel bronzérmet szerzett. 

## Sikerei, díjai
- Olimpiai játékok
  - bronzérmes: 1960, Róma (kétpárevezős)